# Nicholas Heiner
Nicholas Heiner (20 de abril de 1989) es un deportista neerlandés que compite en vela en las clases Laser y Finn.
Ganó dos medallas en el Campeonato Mundial de Finn, plata en 2019 y bronce en 2017, y una medalla de plata en el Campeonato Europeo de Finn de 2018. También obtuvo una medalla de oro en el Campeonato Mundial de Laser de 2014.

## Palmarés internacional
| Campeonato Mundial | Campeonato Mundial | Campeonato Mundial | Campeonato Mundial |
| Año                | Lugar              | Medalla            | Clase              |
| ------------------ | ------------------ | ------------------ | ------------------ |
| 2014               | Santander (España) | Medalla de oro     | Laser              |

| Campeonato Mundial | Campeonato Mundial       | Campeonato Mundial | Campeonato Mundial |
| Año                | Lugar                    | Medalla            | Clase              |
| ------------------ | ------------------------ | ------------------ | ------------------ |
| 2017               | Balatonföldvár (Hungría) | Medalla de bronce  | Finn               |
| 2019               | Melbourne (Australia)    | Medalla de plata   | Finn               |
| Campeonato Europeo |                          |                    |                    |
| Año                | Lugar                    | Medalla            | Clase              |
| 2018               | Cádiz (España)           | Medalla de plata   | Finn               |